# Abelio

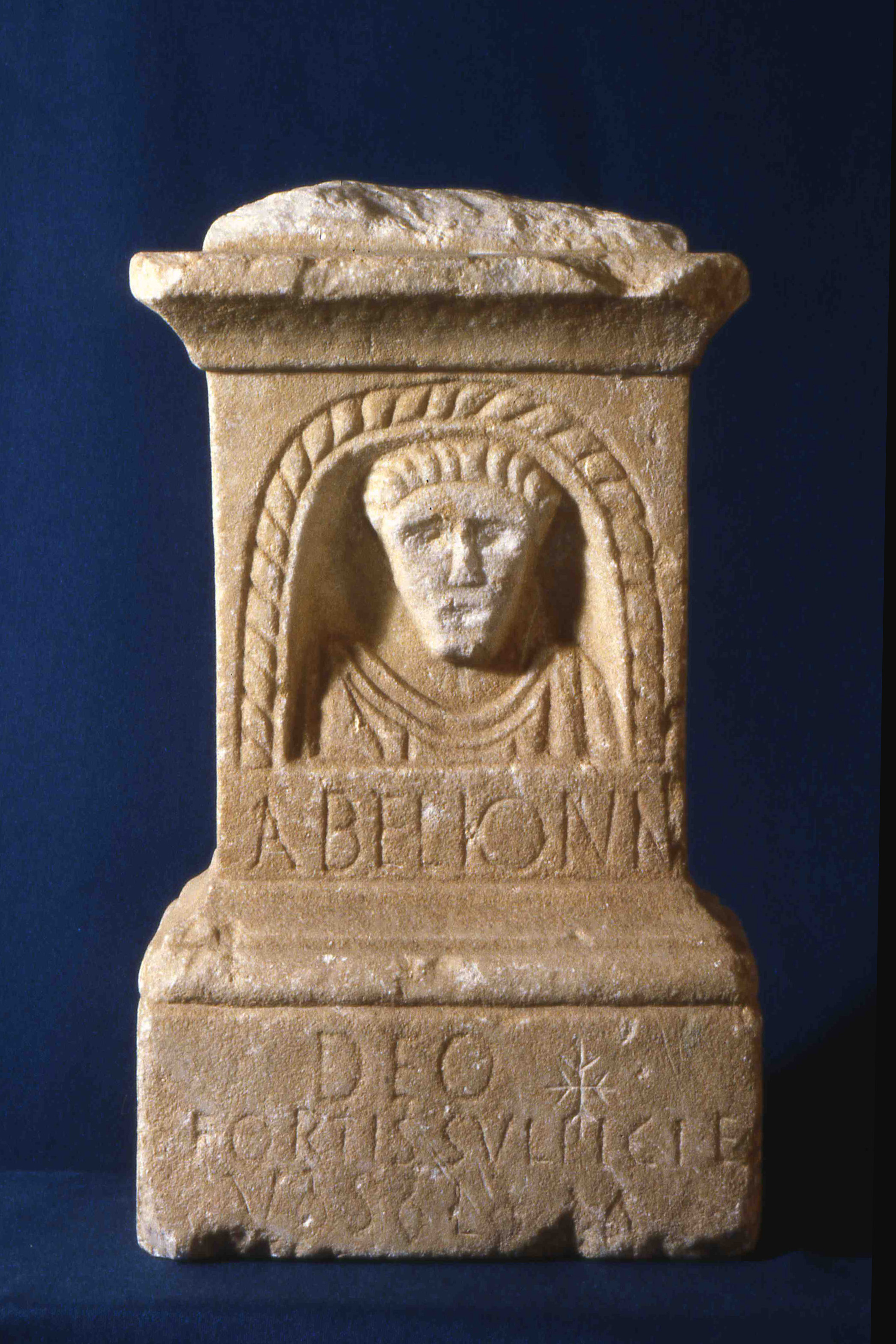
Abellio, Museo Saint-Raymond de Toulouse.

En la mitología europea, Abelio, Abellio, Abello o Abelion es el nombre que recibe el dios señor de los manzanos de los antiguos habitantes de la Galia, Iliria y Aquilea y en general en el sudoeste de Francia, que se ha identificado por algunos con la deidad grecorromana de Apolo.
Su nombre sugiere que era una deidad solar, señor de los veranos asociado a la productividad de los manzanos o de las huertas y que en otros lugares sería conocido como Afallach.
Este dios aparece mencionado como Abelio en varias inscripciones descubiertas en Cominges en el antiguo territorio francés de Gascuña y como Abellio así como Abello en la región francesa del Alto Garona. En la civitas Convenarum, Lugdunum, se aprecian varios exvotos dedicados a esta divinidad.